# Modiin-Maccabim-Reut
Modiin-Maccabim-Reut sau Modi'in-Maccabim-Re'ut (în ebraică:מוֹדִיעִין-מַכַּבִּים-רֵעוּת) este un oraș în centrul Israelului, la 35km sudest de Tel Aviv și 30 km vest de Ierusalim și este legat de aceste două orașe prin șoseaua magistrală 443. După estimarea din februarie 2023 populația orașului era de 99.956 locuitori, aflându-se pe locul 19 după mărimea populatiei, între orașele israeliene. Densitatea în 2021 era de 1.794 locuitori pe kilometru pătrat. În 2020-2021 procentul elevilor de clasa a 12-a cu dreptul la diplomă de bacalaureat a fost de 92,8%. În 2019 salariul lunar mediu al locuitorilor a fost de 13.746 NIS (față de media pe țară de 9.745 NIS)  
Numele Modiin este menit să reînvie amintirea orașului Modiin din Țara Israelului antică. Acolo a început, prin 164 î.e.n., după literatura biblică (Cărțile Macabeilor) răscoala Macabeilor care au eliberat țara de stăpânirea elenistică a Seleucizilor (din Siria) și au restabilit în ea un stat al evreilor - Regatul dinastiei Hasmoneilor, evenimente comemorate de sărbătoarea iudaică de Hanuka.  

## Numele

### Modiin

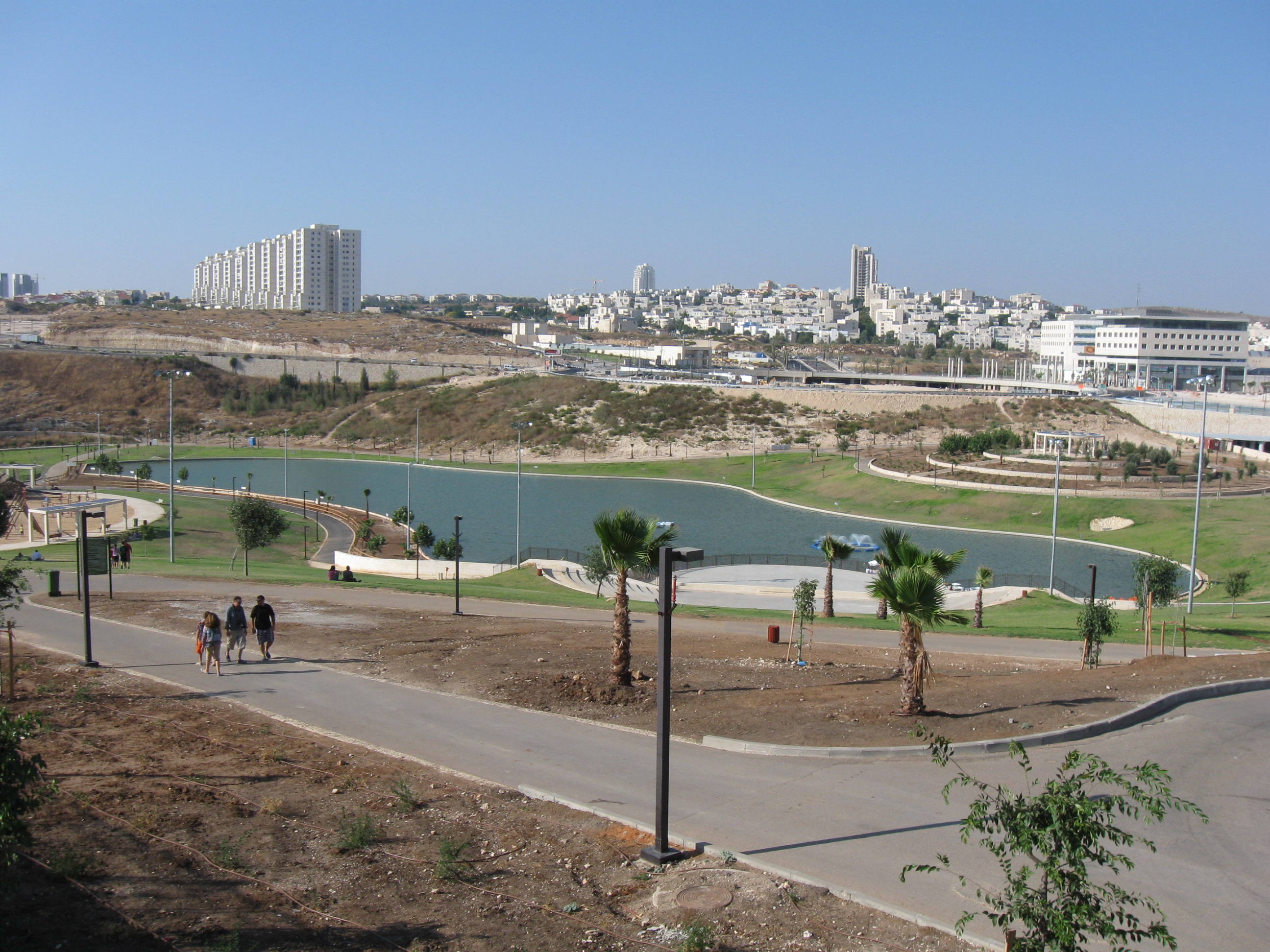
Parcul Wadi Anaba cu lacul, la vest de centrul orașului Modiin

Orașul a fost numit după orașul antic Modiin sau Modiim, ai cărui locuitori au fost în secolul al II-lea î.e.n. preotul Matityahu (Matityahu Hacohen) și cei cinci fii ai săi, cunoscuți ca Frații Macabei (Makabim). Orașul antic Modiin se afla în această zonă, în Shefela sau Shfelat Yehuda (Șesul Iudeei), probabil, la circa 9 km est de Lod. Orașul modern nu se află exact pe locul orașului antic.
Înțelesul literal al cuvântului Modiin sau Modiim este pluralul prezent al verbului „a anunța”, „a înștiința”, „a informa” - și substantivul și adjectivul corespunzătoare - „vestitori”,  „anunțători”, „informatori”. Cuvântul derivă de la rădăcina  ידע yd'a care înseamnă „a ști”, „a cunoaște”.  
O ipoteză cu privire la semnificația toponimului, o leagă de transmiterea de anunțuri și vești, Modiin fiind, în acest caz, „locul unde se aduc vești, informații”. După Tractatul talmudic „Masehet Rosh Hashana”, în vechime se obișnuia stabilirea calendarului ebraic după Luna nouă. Oamenii Sanhedrinului cercetau mărturii cu privire la forma lunii și după ele hotârau când cade începutul de lună - Rosh Hodesh. Dacă mărturiile erau aprobate, oamenii Tribunalului iudaic (Beit Din) proclamau sfințirea lunii , strigând: „Este sfânt, este sfânt”, iar pe urmă "anunțau" (modiin) vestea tuturor comunităților de evrei prin aprinderea unor făclii sau producerea unor coloane de fum pe vârfurile de munte.
Această ipoteză a fost sprijinită de geograful și istoricul Zeev Vilnayi: Începutul așezării era,după câte se pare, pe vârful unui munte numit HaModiin, deoarece de pe el se trimiteau mesaje, așezărilor din vecinătate,   
Grecii pronunțau acest nume Modain. Așa l-au scris și Iosif Flaviu și Eusebiu din Cezareea. Acesta din urmă a scris "Modiin, sat apropiat de Lod; de acolo au fost Macabeii, a căror piatră de mormânt se poate vedea până astăzi”.
În latină se scria Modeim. În Mișna și Talmud i se spunea Modiit (Modiyit). Pe Harta de la Madaba localitatea este însemnată ca „Modeim, numit astăzi  Modita (מודיתא)”
Numele localității nu era menționat în sursele evreilor dinainte de Hasmonei, perioada Celui de-al Doilea Templu.
El apare pentru întâia dată în Prima Carte a Macabeilor, care s-a păstrat în limba greacă.
În Talmud, Midrashim și în cărțile lui Iosif Flaviu, ea apare ca Modiyin, Modain, Har Modait  etc. Forma aramaică Modiin și cea ebraică Modiim  erau amândouă folosite, dar în ebraică se prefera evident forma Modiim.
Totuși, uneori se foloseau amândouă, în același text, de exemplu în Tosefta Haghiga 3,29:   
„המודיעין ולפנים - נאמנין על כלי חרס דקים לקודש, מן המודיעים ולחוץ - אין נאמנין”
„De la Modiin înăuntru (NN. spre Ierusalim) toate ulcioarele subțiri pentru slujbă sunt de încredere, de la Modaim înafară - nu sunt de încredere”
Tosefta este cel mai vechi izvor în ebraică în care este menționat Modiin sau Modiim, la circa trei sute de ani după  Macabei.

### Makabim
Maccabim sau Makabim a fost denumit după frații Macabei.

### Reut
Reut înseamnă în ebraică „camaraderie”, „prietenie”, „frăție”.

## Istoria

### Modiin

#### Antichitatea și Evul Mediu
Modiinul antic era locul izbucnirii revoltei Macabeilor care s-au împotrivit în numele iudaismului antic tradițional stăpânirii Seleucizilor și evreilor elenizanți. Revolta a izbutit să pună capat dominației seleucide în Israelul antic și să resfințească Templul din Ierusalim (Al Doilea Templu) , ceea ce se celebreaza la sărbătoarea Hanuka. Macabeii au restabilit statalitatea ebraică fondând Dinastia Hasmoneilor, care a condus Iudeea în secolele al II-lea si I î.e.n.  
În zonă s-au găsit obiecte, de exemplu monede, ale evreilor antici din perioada Primului Templu din Ierusalim si din timpul regatului Hasmoneilor.
Localizarea Modiinului antic nu este sigură. După ipoteze diverse, ar putea fi vorba de așezările numite în arabă Suba, Umm al-Umdan lângă Șoseaua 20 spre Parcul Canada și Latrun, Al Midya, Khirbet al-Burj sau Khirbet Titura.
Aceasta din urmă ,în ebraică Horvat Titora, se află pe un deal unde s-au descoperit urme de așezări din Calcolitic și apoi, fără întrerupere, din Epoca Fierului și trecând prin Perioada Bizantină și apoi perioadele islamice timpurii, epoca Mamelucilor (Sultanatul mameluc din Cairo) și a Otomanilor.
Sub împăratul bizantin Iustinian I, orașul, devenit bizantin, se numea Moditha.(Μωδιθα)
La Titura s-au excavat ruinele unei castel cruciat. Vestigiile din curtea castelului, care servea și drept bucătărie, conțin echipament de gătit, precum și bijuterii de bronz si argint, rămase de la una din lucrătoarele din bucătărie.

#### Epoca modernă

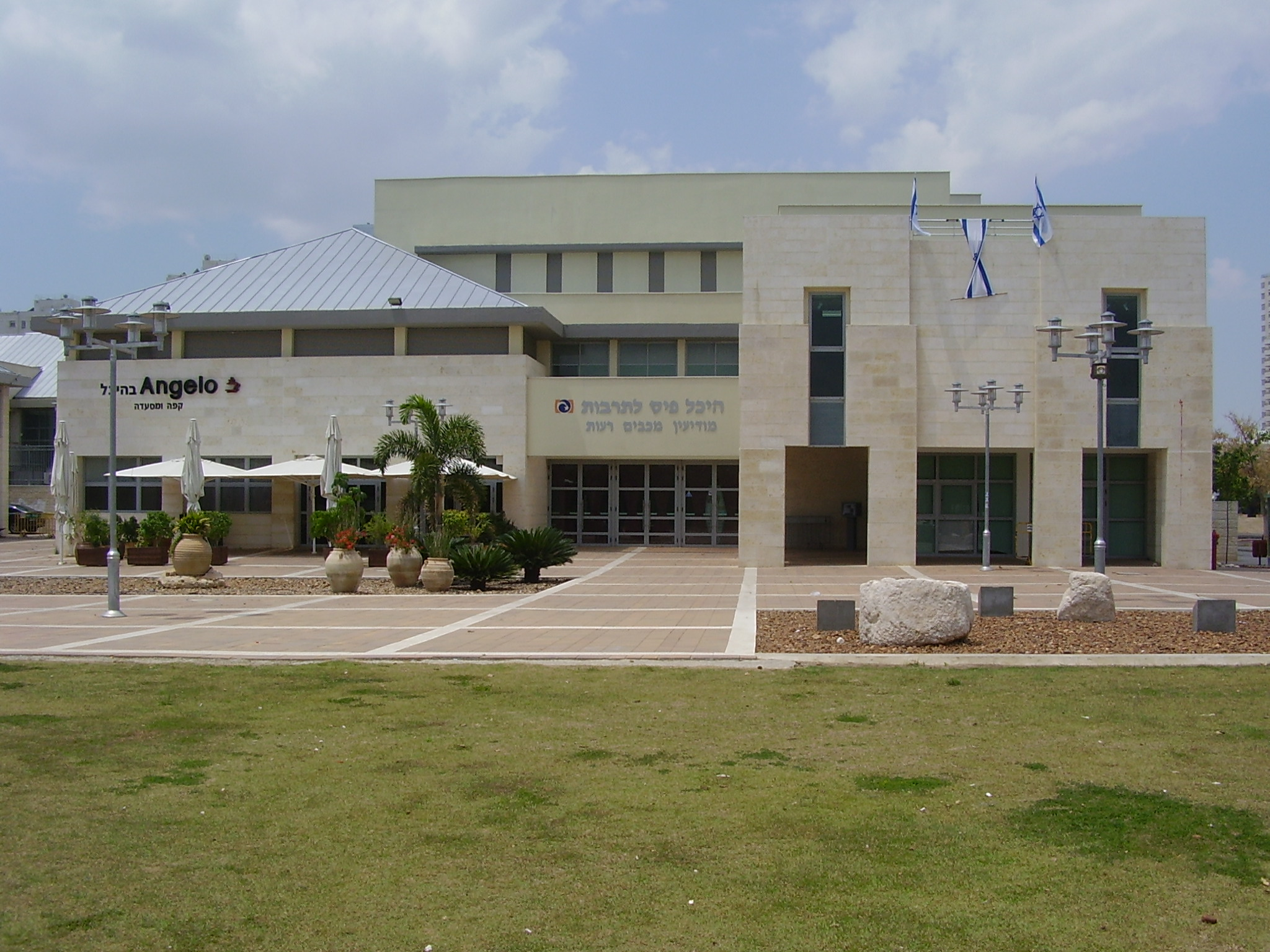
Palatul Culturii Pais din Modiiin numit în cinstea Loteriei Naționale care a contribuit la finanțarea sa

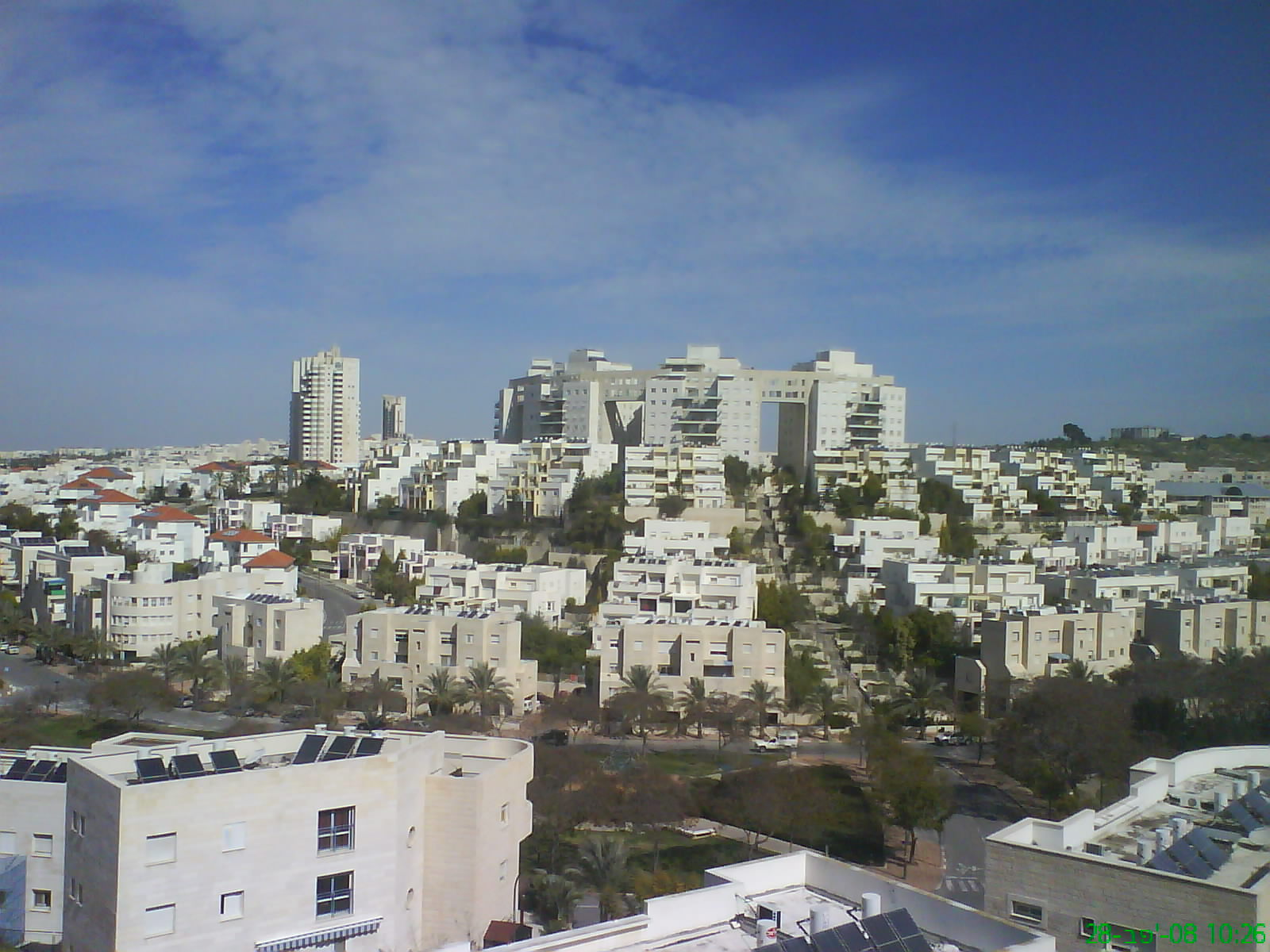
Vedere din Modiin

Orașul nou Modiin a fost fondat la sfârșitul secolului al -XX_lea, pe baza planurilor arhitectului israelo-canadian Moshe Safdie. În 1990 s-a aprobat construirea localității Modiin pe o arie de 3.000 hectare.
Piatra fundamentală i-a fost pusă în 1993. Modiinul modern a fost planificat după standarduri înalte de planificare urbană. Din primele faze au fost luați în considerație factorii ecologici și creșterea viitoare a localității.Orașul a încorporat largi spații verzi, care totalizează 50% din suprafața sa. În 1994 au început lucrările de construcție, iar în 1996 a fost inițiată popularea localității, care a primit statutul de "consiliu local". În 2001, în urma creșterii numărului locuitorilor, Modiin a fost declarat oraș.Fondarea Modiinului a fost însoțită de controverse. Oponenții susțineau că întemeierea unei noi așezări în ținutul Shfelat Yehuda va dăuna orașelor defavorizate deja existente, ca de exemplu Lod și Ramla, de asemenea, va lovi în numeroasele saituri arheologice din regiune, va păgubi peisajele și natura, inclusiv fauna din zona Pădurii Ben Shemen.

### Maccabim (Makabim)
Yosef Yekutieli, cel care a promovat la vremea sa ideea Jocurilor sportive ale tineretului evreu din lume  -Maccabiada - a fost și cel care a lansat și ideea înființării unui oraș modern în ținutul Modiin, dar nu a apucat să o vadă tradusă în realitate in timpul vieții. O piață din Maccabim îi poartă numele.  
În 1985 Mișcarea sportivă mondială Maccabi, sub conducerea dr. Israel Peled, și guvernul Israelului au planificat întemeierea în ținutul Modiin a unei așezări de case și vile, care a primit numele Maccabim.      
În scopul construcției localității guvernul israelian a confiscat terenuri de la două sate arabe - 149,9 hectare din satul Beit Sira si 47,1 hectare  de la satul Saffa.

### Reut
Tot în ținutul Modiin, în 1987 o asociație de ofițeri din armata israeliană a inițiat și ea un proiect de creare a unei noi localități  
de case și vile pe un deal lângă Makabim. Localitatea a fost numită Reut.
.

### Maccabim-Reut
În aprilie 1990 orașele noi înființate Maccabim și Reut au fost unite.

### Modiin-Maccabim-Reut
In 2003, Ministerul de interne a unit Modiin și Maccabim-Reut într-un singur oraș.
Maccabi - la est de Modiin și Reut - la sud de Modiin au devenit cartiere ale noului oraș. O parte din locuitorii din Maccabim-Reut s-au împotrivit , la început, unificării, din cauza caracterului megaurban al Modiinului. Ei s-au împotrivit încă dinainte întemeierii Modiinului in vecinătatea lor, de teama lezării calității vieții în zonă. Cu timpul populația s-a acomodat cu schimbările.
Actuala limită municipală a orașului Modiin-Maccabim-Reut include foste așezări arabe despopulate:Ajanjul, Barfiliya, Bayt Shanna, Bir Ma'in, Al Burj, Innaba, Khirbat al-Buwayra, Kharruba și Al Kunayyisa.
O mică porțiune din oraș, în cartierul Maccabim, se află dincolo de linia verde de armistițiu cu Transiordania din 1949, a făcut parte intre 1949-1967 din „țara nimănui” și a fost ocupată de Israel în iunie 1967 în cursul Războiului de Șase Zile. De aceea nu este recunoscută de ONU și din 2012 - de Uniunea Europeană ca fiind o parte a Israelului.

### Planul orașului
Orasul Modiin s-a ridicat inițial în jurul unui nucleu central, cu mai multe spițe arteriale de circulație, formând autostrăzi cu două piste de circulație, în sensuri opuse. Între piste s-au creat spații verzi, terenuri de joc, școli și câteva centre comerciale. S-a amenajat accesul pentru  
traversarea spațiilor verzi, întoarceri in U, intrarea în scoli și centrele comerciale, parcări etc.
Centrul orașului este un mare cerc de sens giratoriu, cu semafoare. La nord de el se afla Gara feroviară Modiin, la nord-est mallul Azrieli, iar la vest și sud parcul Anaba având un mic lac artificial.Cercul giratoriu  este străbătut de o arteră importantă între nordest-sudvest - Bulevardul Hahashmonaim, care se conectează la sud-vest cu Șoseaua 431 (avand punctul terminus in sudul Modiinului și extinzându-se la vest până la orașul Rishon Letzion),iar la nord-est cu Șoseaua 443 (la Joncțiunea Shilat) , făcând legătura cu Ierusalimul la sud-est și cu Lod la nord-vest.   
La circa 5 km vest-nord-vest de centrul orașului se află o zonă industrială, iar la vest, pe Șoseaua 431 se află centrul comercial Yishpro. El este accesibil și prin gara de tren Paatey Modiin (Periferia Modiin).  Zona industrială se leagă și de Șoseaua 443 printr-un nod de circulatie , intre jonctiunea Shilat și Joncțiunea Maccabim la est de Pădurea Ben Shemen. Aceasta menține majoritatea traficului comercial în afara orașului propriu zis, in asa fel încât cele două artere de circulație dintre oraș și zona industrială (Emek Haelá și Hasderá Hamerkazit) servesc mai mult tranzitului navetiștilor decât camioanelor. 
Planul pe termen lung al Ministerului Construcțiilor prevede ca orașul să ajungă la 240.000 locuitori.Dar până acum s-au aprobat planuri pentru numai 120.000 locuitori.

### Cartiere
- Hashvatim (Triburile sau Buchmann - nord) și Moria (Buchmann - sud) sunt cartierele cele mai sudice ale orașului. Majoritatea clădirilor sunt case și vile private. Strazile din Hashvatim sunt denumite după cele 12 triburi ale Israelului, iar străzile din Moria - după figuri feminine din istoria evreilor.
- Haprahim - (Florile) -construit de Miromi, este un mic cartier din centrul orașului. Aici se află un centru comercial, două școli elementare și un liceu. Străzile poartă nume de copaci, flori și alte plante. În nordul cartierului se află un mic subcartier unde strazile sunt numite dupa citate din Cântarea Cântărilor.
- Hanehalim (Rîurile) și Masuá (Torță) sau Ghivat C - sunt mai la înălțime, spre vestul orașului, și au fost planificate de Moshe Safdie.  Aici se afla cinci centre comerciale, un liceu și trei școli elementare. Străzile principale se numesc după văi din Israel, iar străzile colaterale - după rîuri și wadi-uri. Una din ariile cartierului se numește Aria Malibu.
- Hakramim (Viile) - construit de Tsipor, este cartierul cel mai nordic al Modiinului. Străzile sunt denumite după lunile calendarului ebraic.Numele Kramim amintește de viile care se aflau în acest loc înaintea construirii cartierului.
- Avney Hen (Nestemate)   construit de Kaizer, se află si el spre vest, o parte din el fiind încă în construcție. Strada principală se numește Avney Hoshen. Alte străzi poartă nume de pietre prețioase. Cartierul are mai multe parcuri și zone pietonale, o alee pentru cicliști pe strada Emek Zevulun îl leagă de centrul orașului.
- Haneviim (Profeții)  (Shimshoni - nord) și Hameghinim (Apărătorii) (Shimshoni - sud) sunt in nord-vestul orașului. Străzile din Haneviim sunt numite după profeții evrei, iar cele din Hameghinim - dupa generali și bătălii din istoria Israelului. Aici se găsesc trei centre comerciale, trei scoli elementare și un liceu.
- Hatziporim (Păsările) (Kaizer - sud)- cartier mic, este in construcție, este prevăzut să aibă șapte strazi, cu nume de păsări.

## Demografia

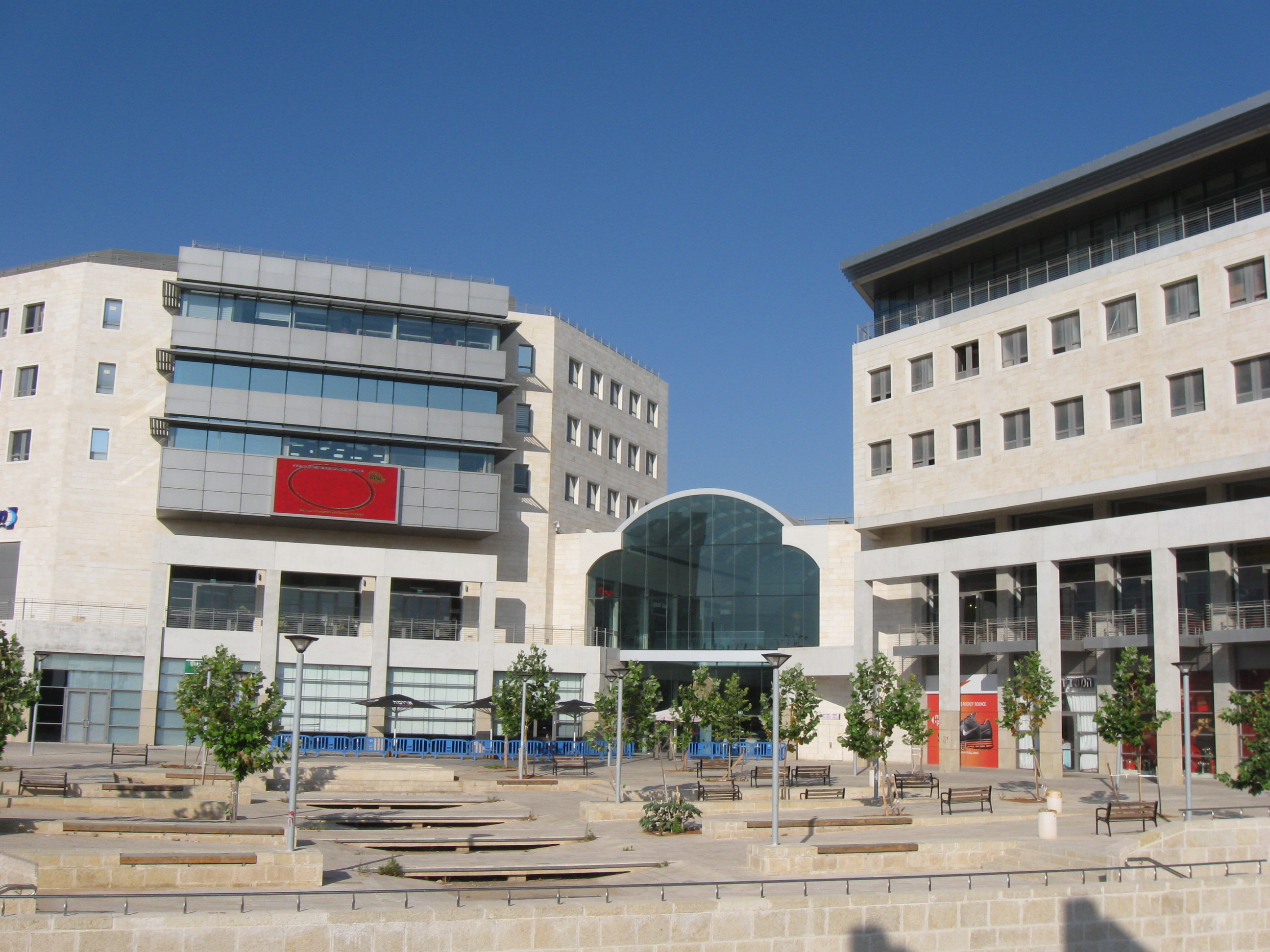
Mall-ul Azrieli din Modiin

Modiin a  atras numeroși locuitori ai Ierusalimului, reticenți față de caracterul tot mai bigot - iudaic și musulman - al capitalei. De asemenea a integrat mii de locuitori veniți din Rosh Haain, Lod și Ramla.La Modiin s-au stabilit și numeroși imigranți evrei din țările anglo-saxone. 
După Biroul Central de Statistică al Israelului, orașul este cotat cu nota 8 din 10 pe scala de dezvoltare socio-economică, cu o mare proporție de absolvenți de liceu (76,5%).

## Sport
În 2008 echipa Pioneers din Liga de fotbal american din Israel s-a mutat temporar la Modiin. În acel an echipa, denumita Dancing Camel Pioneers, a câștigat campionatul israelian de fotbal american.

## Locuitori cunoscuți
- Matanya Cohen - diplomat
- Yohanan Danino  - general de poliție, fost șef al Poliției israeliene
- Julia Glushko   tenismenă
- David Lau , sef rabin așkenaz al Israelului
- Yariv Levin , politician, ministrul justiției al Israelului
- Shahar Pe'er tenisman
- Mark Regev  - diplomat, ambasadorul Israelului în Regatul Unit
- Ben Sahar -  jucător de fotbal american
- Moshe Yaalon (born 1950), general, fost șef al Statului Major și fost ministru al apărării,

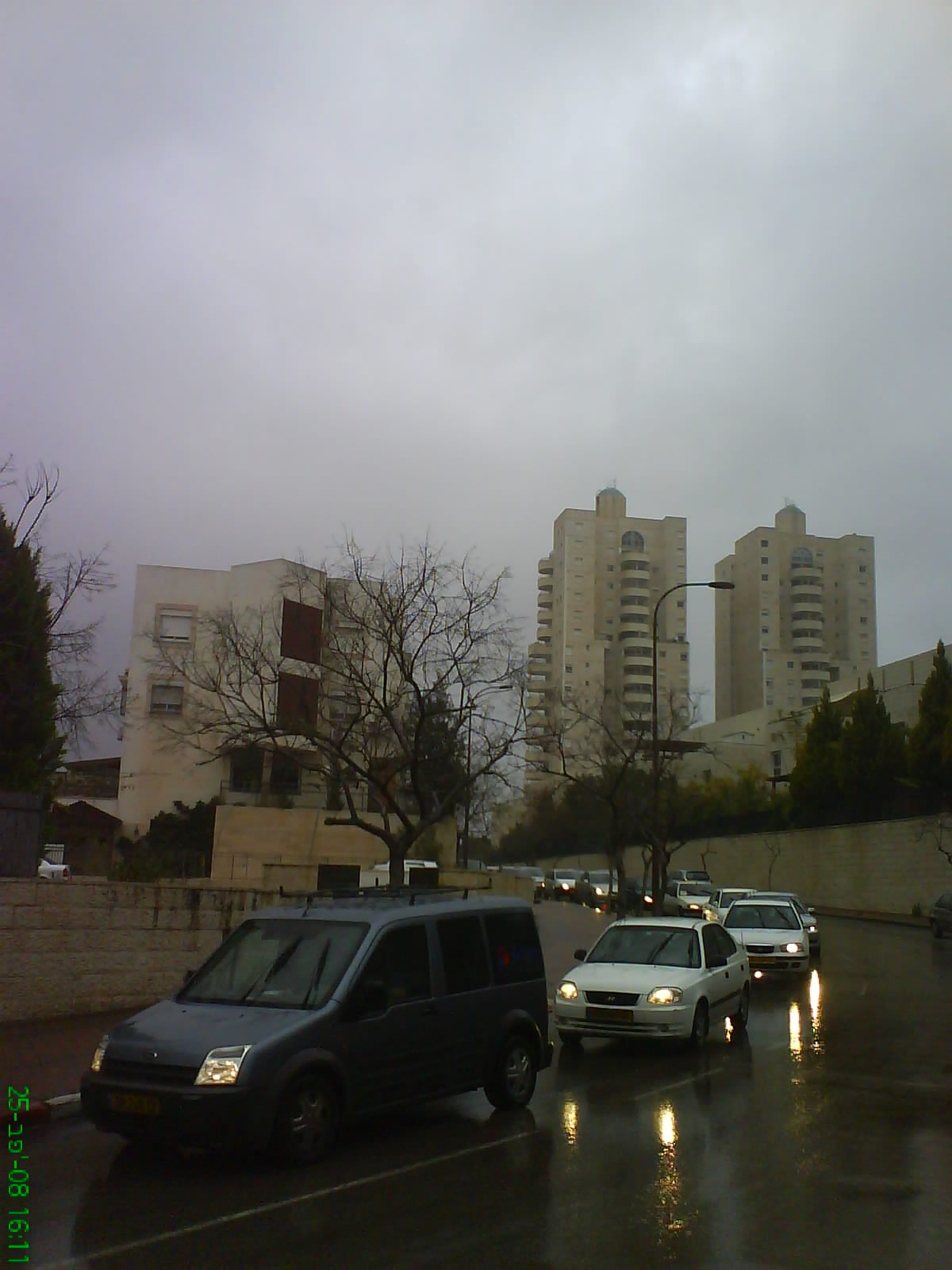
Strada Levona
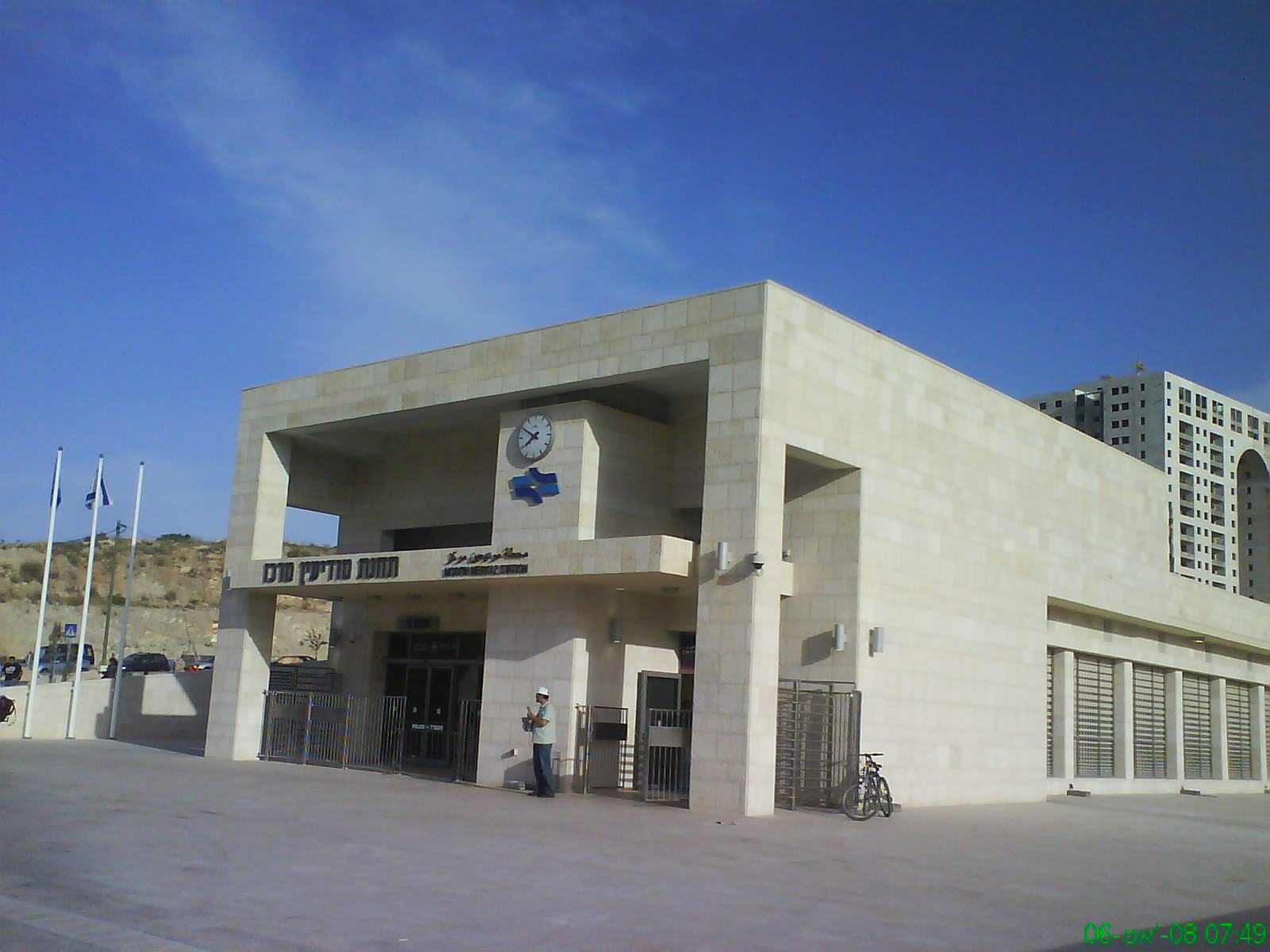
Gara centrală
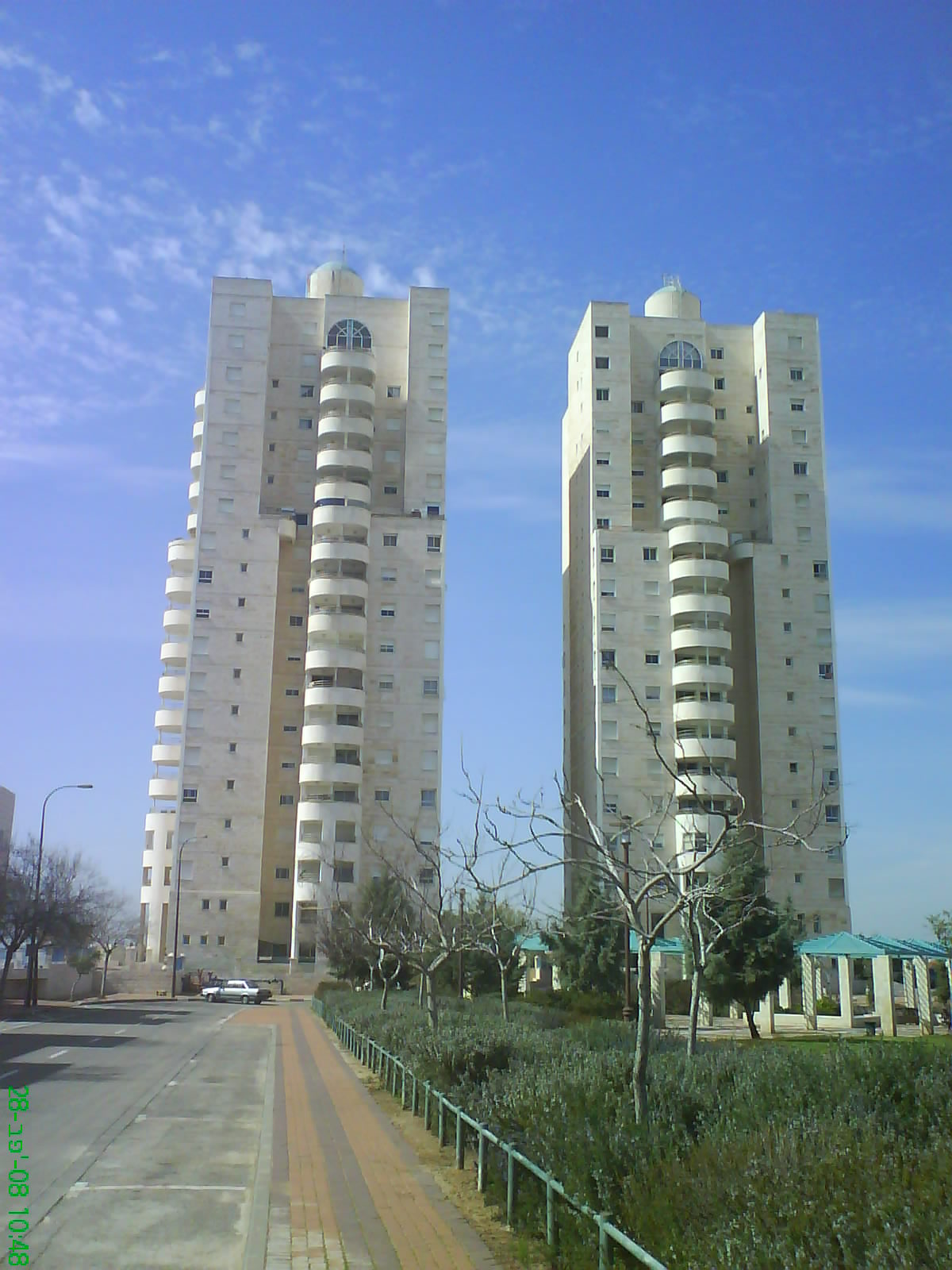
Clădiri noi
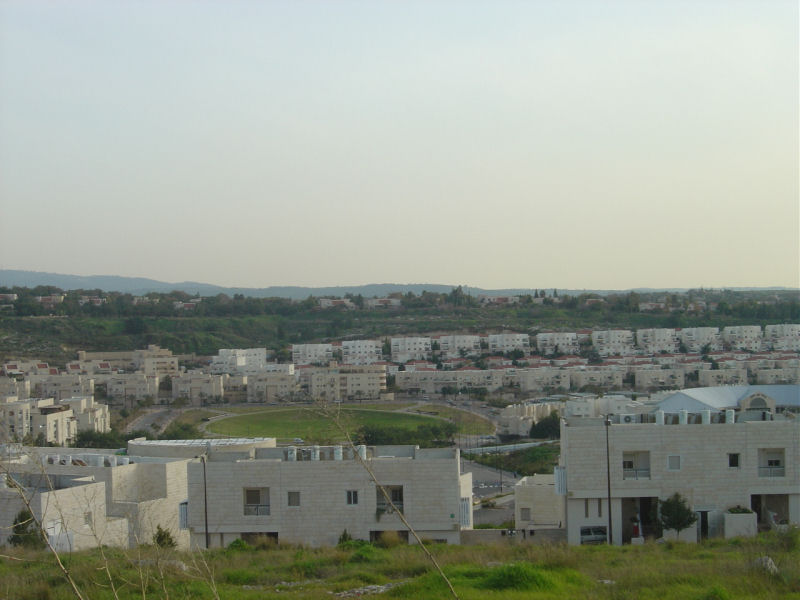
Modiin, în spate se vede cartierul Reut
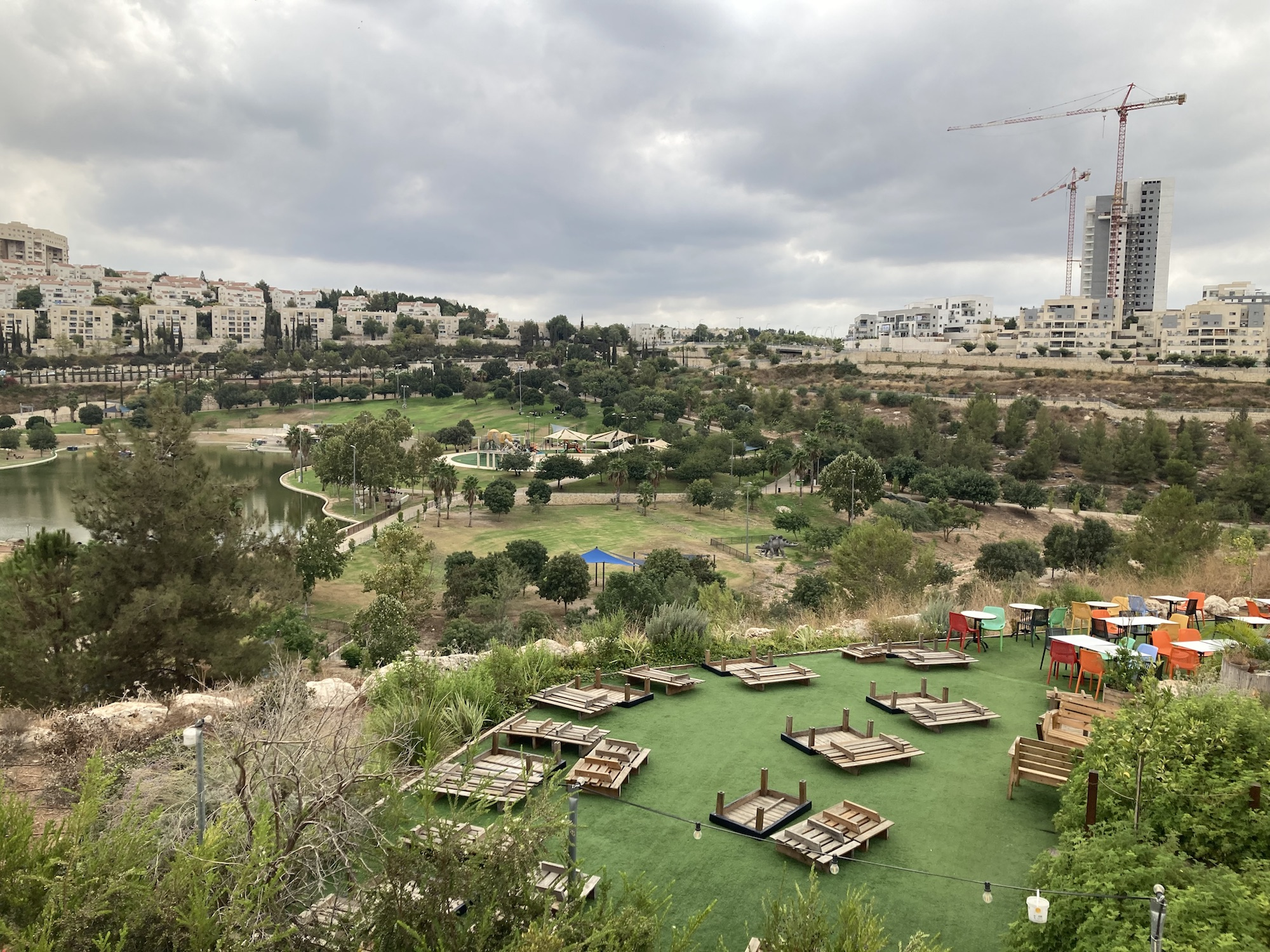
Parcul Wadi Anaba
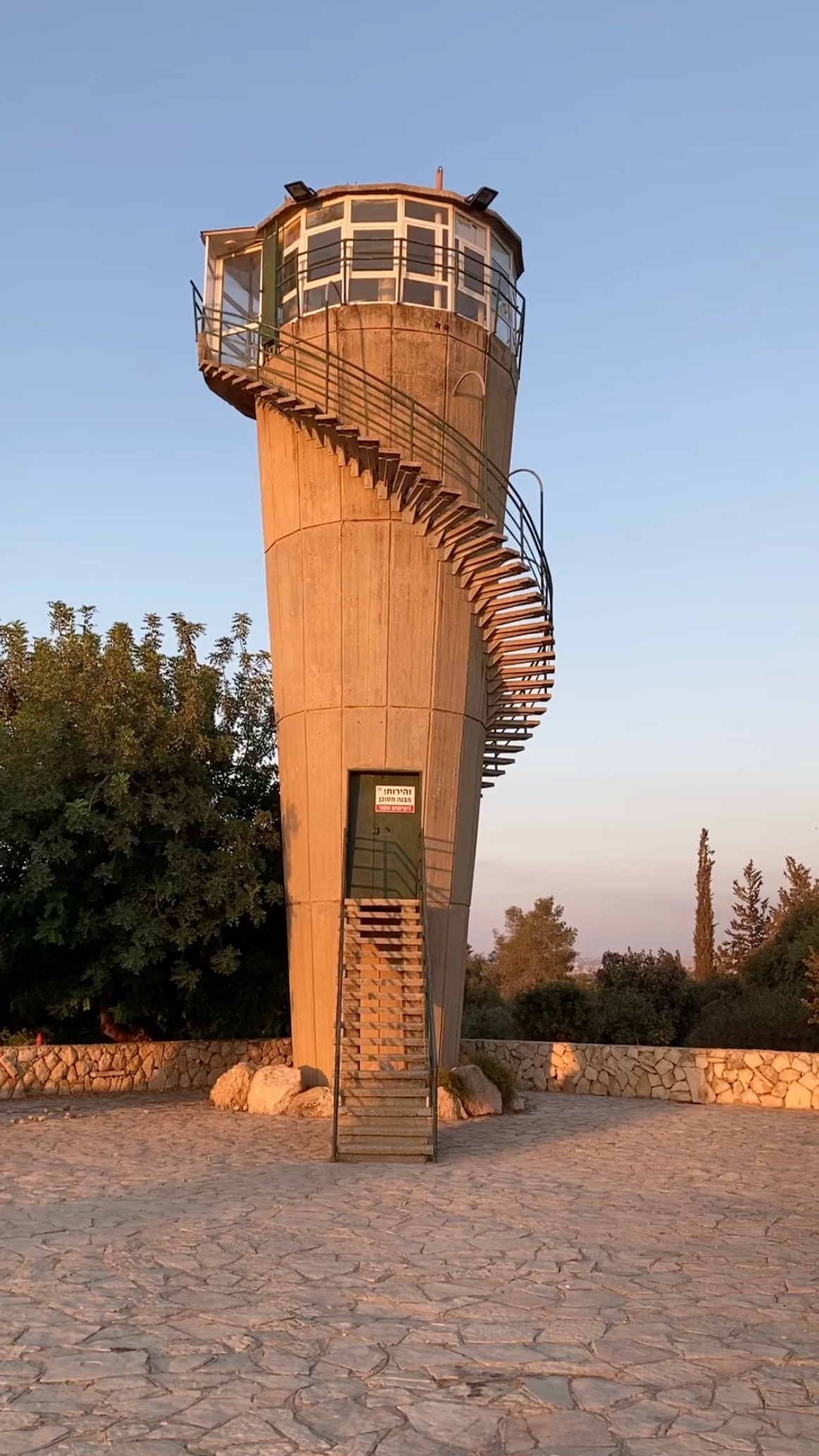
Turnul de observație Mitzpe Modiin din Parcul Ben Shemen, construit în stiol brutalist de S.Grossfeld în 1963